# منزل (کاهتا)
منزل (به ترکی استانبولی: Menzil) یک منطقهٔ مسکونی در ترکیه است که در کاهتا واقع شده‌است.